# Challaia
Challaia è un genere estinto di pesci ossei vissuto nell’America meridionale durante il Triassico medio e superiore, circa 240-230 milioni di anni fa. I suoi fossili sono stati rinvenuti in diverse formazioni geologiche dell'Argentina occidentale.

## Classificazione
Challaia appartiene alla famiglia estinta Acrolepidae, caratterizzata da scaglie ornamentate da creste longitudinali prominenti. Il nome della famiglia (dal greco "akros" = alto e "lepis" = scaglia) fu coniato dal geologo tedesco Hermann Aldinger nel 1937.
Sebbene la maggior parte degli acrolepidi sia nota per esemplari risalenti al Paleozoico, Challaia rappresenta uno degli ultimi membri conosciuti del gruppo, sopravvissuto fino al Triassico medio.

## Scoperta e tassonomia
Il primo esemplare venne scoperto negli anni '40 del XX secolo nella provincia di San Juan all’interno della Formazione Los Rastros, datata a circa 235 milioni di anni fa. Inizialmente venne classificato come una specie del genere australiano Myriolepis.
Nel 1946, il paleontologo argentino Carlos Rusconi istituì il genere Challaia basandosi su un esemplare fossile (MCNAM-PV 49) proveniente dalla Formazione Potrerillos nei pressi del villaggio di El Challao, nella provincia di Mendoza. La specie tipo fu denominata Challaia striata.

### Specie
Nel corso degli anni, sono state attribuite a Challaia diverse specie:
- Challaia striata (Rusconi, 1946) – Specie tipo, oggi considerata un sinonimo di C. magna.
- Challaia magna (Rusconi, 1949) – Considerata specie valida. Proveniente dalla Formazione Cerro de Las Cabras[4].
- Challaia multidentata (Rusconi, 1949) – Sinonimo di C. magna[5].
- Challaia cacheutensis (Rusconi, 1950) – Sinonimo di C. elongata[6].
- Challaia elongata (Cabrera, 1944) – Riassegnata da Myriolepis elongata nel 2006[7].

Attualmente, le uniche specie considerate valide sono Challaia magna e Challaia elongata.

## Anatomia
Challaia si distingue da altri acrolepidi per una combinazione unica di caratteristiche: grande mascella con porzione suborbitale sottile, placca postorbitale trapezoidale, preopercolo inclinato, opercolo stretto e denti conici di due dimensioni.
Le squame erano decorate da creste longitudinali di ganoina che si ramificavano in modo irregolare. L’animale possedeva occhi molto grandi posizionati anteriormente, caratteristica che potrebbe indicare una certa forma di visione binoculare – adattamento utile per la caccia in ambienti acquatici torbidi e stagnanti.

## Paleoecologia
Il cranio possente e i grandi denti suggeriscono che fosse un predatore specializzato, probabilmente capace di perforare le armature squamose di altri pesci contemporanei, come Rastrolepis e Gualolepis. Tuttavia, nonostante fosse un abile cacciatore, Challaia non occupava la cima della catena alimentare, dominata invece da grandi temnospondyli come Promastodonsaurus e Pelorocephalus.